# (8080) Intel
8080 Intel — астероид в поясе астероидов, обнаруженный CERGA (Исследовательский центр в области геодинамики и астрометрии) 17 ноября 1987 года.
Название — отсылка к микропроцессору Intel 8080, родоначальнику серии микропроцессоров icaj: 8086, 8088, 80286, 80386, 80486 и Pentium. Основополагающий для «революции персональных компьютеров», 8080 значительно способствовал развитию как любительской, так и профессиональной астрономии во всем мире.